# 本尼·甘茨
本雅明·「本尼」·甘茨（希伯來語：בִּנְיָמִין "בֵּנִי" גַּנְץ，羅馬化：Binyāmīn "Bēnī" Ganṣ，發音：[binjaˈmin ˈbeni ˈɡant͡s]；1959年6月9日—），以色列政治人物，前以色列国防军总参谋长，2011年2月14日上任，2015年2月16日卸任。之後他從政，領導藍與白與利庫德集團抗衡。經過2019年至2020年連續三次大選後，他於2020年3月26日當選國會議長。2020年至2021年，他擔任以色列候補總理。

## 生平
1959年，甘茨生于以色列的Kfar Ahim。他在特拉维夫大学获得学士学位，在海法大学获得政治学硕士学位。在美国国防大学获得国家资源管理硕士学位。

## 軍隊生涯
根據兵役制度，他於1977年加入以色列國防軍，並自願被分配到第35傘兵旅。他入伍當年，被指派保護在訪問以色列期間的埃及總統安瓦爾·薩達特。
1978年3月，他作為空降兵參加了1978年南黎巴嫩冲突（利塔尼行動，對黎巴嫩南部的有限入侵），並於1978年6月參與了對黎巴嫩南部法塔赫訓練營的襲擊，並於1979 年晉升為執行軍官。在擔任空降部隊排長和連長後，他完成了美國陸軍特種部隊訓練課程，並參加了 1982 年第五次中东战争(第一次黎巴嫩戰爭)期間的戰鬥。
黎巴嫩戰爭結束後，甘茨於1987年成為第35空降旅下屬第890空降營營長，負責維持黎巴嫩南部的安全和反叛亂行動。
1989年，他成為以色列空軍特種作戰部隊「沙達格」的指揮官，1991年指揮該部隊進入埃塞俄比亚的亚的斯亚贝巴，成功將14,000名埃塞俄比亚猶太人疏散到以色列。
1992年，他成為預備役空降旅旅長，1994年成為猶太地區旅旅長，1995年成為原第35空降旅旅長。

## 政治生涯
2018年12月，甘茨宣布組成新政黨，但最初並未透露他的觀點或組織名稱。民調顯示該黨的支持率不斷波動。 2018年12月27日，甘茨正式成立以色列韌性黨，意圖參加即將舉行的2019年4月以色列議會選舉。
甘茨率领开藍與白党参加了2019年4月，2019年9月和2020年3月的以色列议会选举。甘茨拒绝参加由本雅明·内塔尼亚胡领导的政府，该政府被控以1000，2000和4000档案中的三项起诉。 2020年5月17日，甘茨与内塔尼亚胡结盟，但聯盟僅維持不足一年便破裂收場。
2021年6月，他為了團結反內塔尼亞胡陣營而成立大聯合政府。

## 外部連結
- 维基共享资源上的相關多媒體資源：本尼·甘茨
- 维基语录上有关Benny Gantz的语录
- 官方网站
- 本尼·甘茨的X（前Twitter）
- 本尼·甘茨的Facebook專頁
- 本尼·甘茨的Instagram帳戶
- C-SPAN內的頁面（英文）